# Canthocamptus morimotoi
Canthocamptus morimotoi is een eenoogkreeftjessoort uit de familie van de Canthocamptidae. De wetenschappelijke naam van de soort is voor het eerst geldig gepubliceerd in 1969 door Miura.